# Matangini Hazra

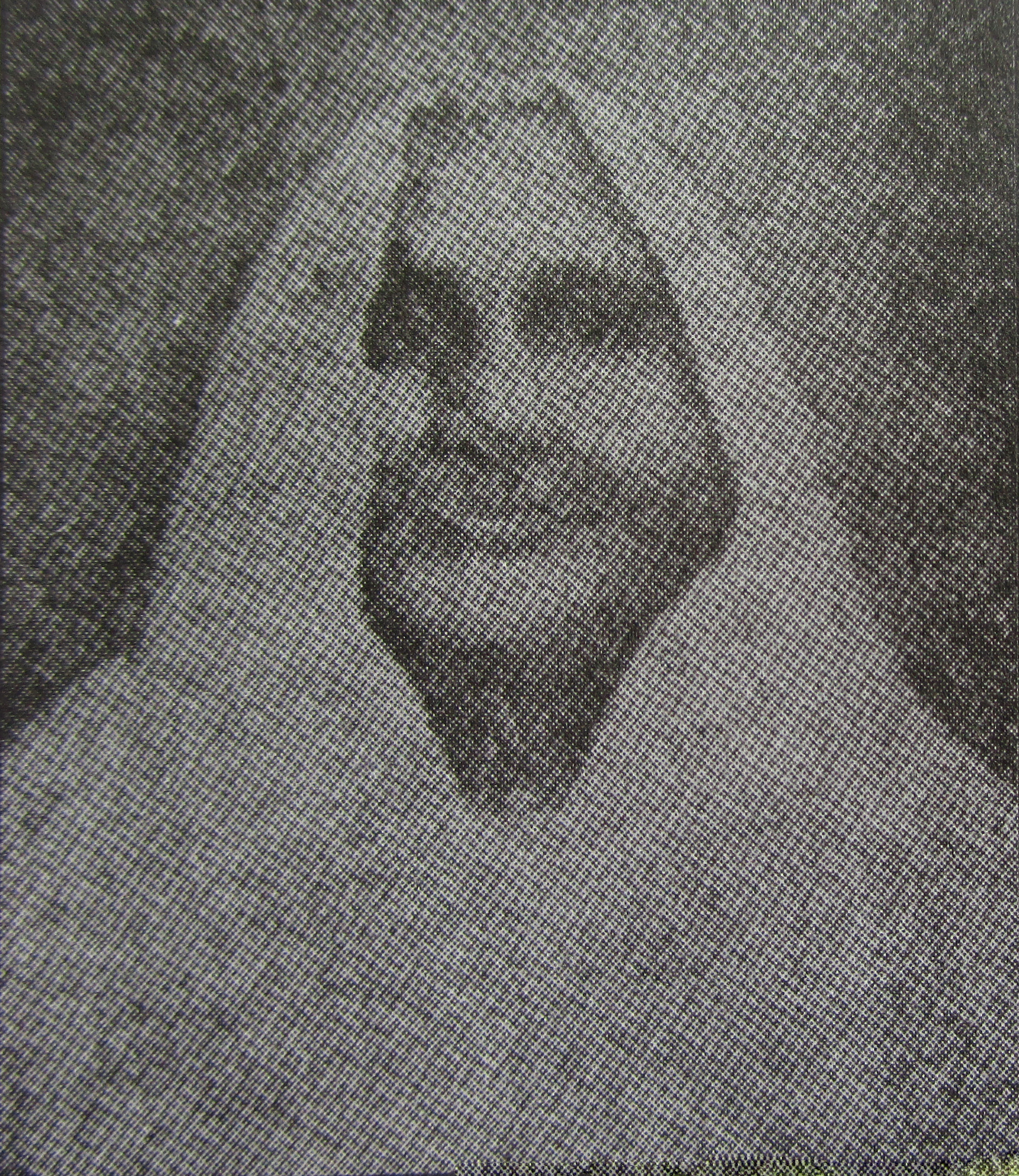
Matangini Hazra

 Matangini Hazra  (* 19. Oktober 1870 in Tamluk, Westbengalen, Indien; † 29. September 1942 ebenda) war eine indische Revolutionärin. Sie nahm an der indischen Unabhängigkeitsbewegung teil, bis sie von der britisch-indischen Polizei vor der Polizeistation von Tamluk erschossen wurde.

## Leben und Werk
Hazra wurde in dem Dorf Hogla bei Tamluk als Tochter eines mittellosen Bauern geboren und erhielt keine Schulbildung. Da sie keine Mitgift hatte, wurde sie im Alter von 12 Jahren mit Trilochan Hazra verheiratet, einem 60-jährigen Mann aus dem Dorf Alinan bei Medinipur, und war mit 18 Jahren ohne Nachkommen verwitwet.
1905 wurde Hazra für die indische Unabhängigkeitsbewegung aktiv. 1932 nahm sie an Mahatma Gandhis Bewegung für zivilen Ungehorsam, dem Salzmarsch, teil. Ein bemerkenswertes Merkmal des Freiheitskampfes in Midnapore war die Beteiligung von Frauen. Hazra stellte Salz im Salzzentrum von Alinan her und wurde wegen Verstoßes gegen das Salzgesetz verhaftet. Sie wurde freigelassen, protestierte aber für die Abschaffung der Steuer. Sie nahm auch an der „Chowkidari Tax Bandha“-Bewegung (Abschaffung der Chowkidari-Steuer) teil. Während sie zum Gerichtsgebäude marschierte, um gegen die illegale Einrichtung eines Gerichts durch den Gouverneur zu protestieren, um diejenigen zu bestrafen, die an der Bewegung teilnahmen, wurde sie wieder festgenommen. Sie wurde zu sechs Monaten Gefängnis verurteilt und in das Gefängnis von Baharampur gebracht.
Nach ihrer Freilassung wurde sie aktives Mitglied des Indischen Nationalkongresses. 1933 nahm sie an der Mahakuma Congress Conference in Serampore teil, wo die Polizei die Demonstranten mit Schlagstöcken angreifen ließ und Hazra auch verletzt wurde. Als in der Region Pocken in epidemischer Form ausbrachen, engagierte sie sich für die betroffenen Männer, Frauen und Kinder. Die Leute nannten sie liebevoll Gandhi Bur (alte Dame Gandhi).

## Engagement in der Quit-India-Bewegung
Als Teil der Quit-India-Bewegung planten Mitglieder des Kongresses, die verschiedenen Polizeistationen des Distrikts Medinipur und andere Regierungsstellen zu übernehmen. Dies sollte ein Schritt zum Sturz der britischen Regierung im Distrikt und zur Gründung eines unabhängigen indischen Staates sein. Hazra, die damals 72 Jahre alt war, führte einen Demonstrationszug von sechstausend Unterstützern, meist freiwilligen Frauen, an, um die Polizeistation von Tamluk zu übernehmen. Gerade als der Zug den Stadtrand erreichte, traf die britische Polizei ein und befahl, sich gemäß Abschnitt 144 des indischen Strafgesetzbuchs aufzulösen. Hazra trat vor, angeblich um die Polizei aufzufordern, nicht auf die Demonstranten zu schießen, doch die Polizei ignorierte ihre Bitte und feuerte eine Kugel ab, die ihren Arm traf. Unbeirrt appellierte sie an die Polizei, nicht auf die eigenen Brüder zu schießen. Als sie wiederholt angeschossen wurde, sang sie Vande Mataram. Sie starb, während die Flagge des indischen Nationalkongresses hochgehalten wurde.
Die parallele Regierung von Tamluk stiftete eine offene Rebellion an, indem sie ihr „Märtyrertum für ihr Land“ lobte. Sie konnte noch zwei Jahre lang arbeiten, bis sie 1944 auf Gandhis Wunsch aufgelöst wurde.

## Nachleben

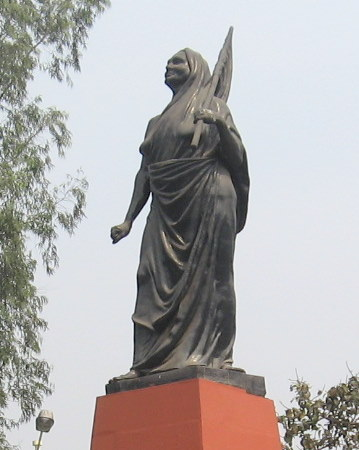
Hazra-Statue auf dem Maidan in Kolkata

Indien erlangte 1947 seine Unabhängigkeit und zahlreiche Schulen, Kolonien und Straßen wurden nach Hazra benannt. Die erste Statue einer Frau, die in Kolkata im unabhängigen Indien aufgestellt wurde, war 1977 die von Hazra. Eine Statue steht heute an der Stelle, an der sie in Tamluk getötet wurde. 2002 veröffentlichte das Department of Posts von Indien als Teil einer Reihe von Briefmarken zum Gedenken an die Quit-India-Bewegung und die Bildung der Tamluk nationalen Regierung eine Briefmarke mit Matangini Hazra.